# Artículo 370 de la Constitución de India

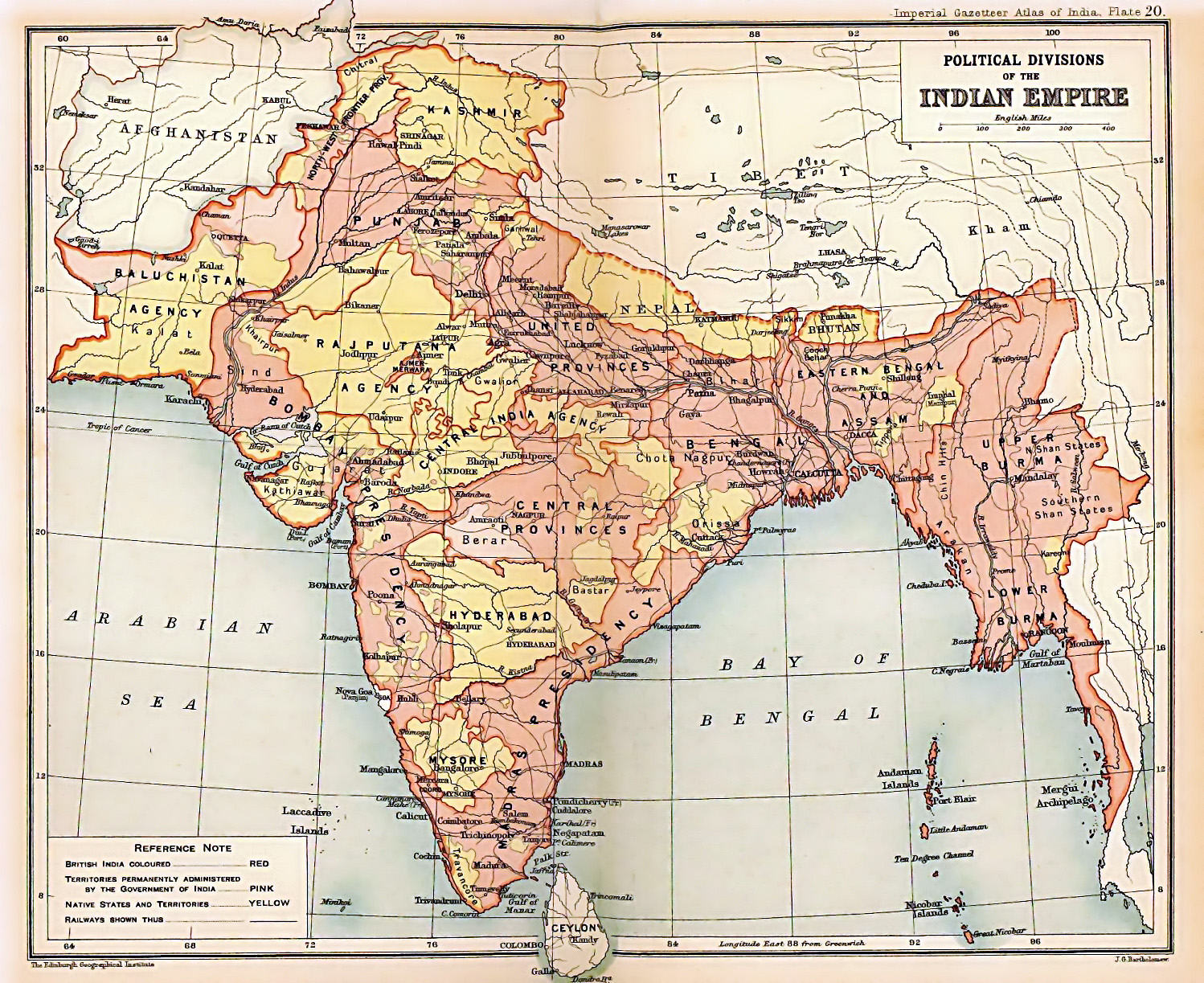
Mapa del Imperio Británico de la India del Imperial

El artículo 370 de la Constitución de la India fue un artículo que otorgó un estatus autónomo al estado de Jammu y Cachemira. El artículo estaba redactado en la Parte XXI de la Constitución: Disposiciones temporales, transitorias y especiales. Después de su creación, la Asamblea Constituyente de Jammu y Cachemira tuvo la facultad de recomendar los artículos de la Constitución india que deberían aplicarse al estado, o de derogar el artículo 370 en su totalidad. Después de que la Asamblea Constituyente de Jammu y Cachemira aprobó la Constitución del estado y se disolvió sin recomendar la derogación del artículo 370, se consideró que el artículo se había convertido en un aspecto permanente de la Constitución de la India. Leĝpropono pri Reorganizado de Ĝamuo kaj Kaŝmiro, 2019
El 5 de agosto de 2019, el gobierno de la India emitió una orden presidencial que reemplaza la orden de 1954 y hace que todas las disposiciones de la Constitución india sean aplicables a Jammu y Cachemira. La orden se basó en la resolución aprobada en ambas cámaras del Parlamento de la India con una mayoría de dos tercios. Una nueva orden, de 6 de agosto, hizo que todas las cláusulas del artículo 370, excepto la cláusula 1, quedaran sin efecto.

## Propósito
El estado de Jammu y la adhesión original de Cachemira, como todos los demás estados principescos, se refería a tres asuntos: defensa, asuntos exteriores y comunicaciones. Todos los estados principescos fueron invitados a enviar representantes a la Asamblea Constituyente de la India, que estaba formulando una Constitución para toda la India. También se les alentó a establecer asambleas constituyentes para sus propios estados. La mayoría de los estados no pudieron establecer asambleas a tiempo, pero algunos estados lo hicieron, en particular Saurashtra Union, Travancore-Cochin y Mysore. A pesar de que el Departamento de Estados desarrolló una constitución modelo para los estados, en mayo de 1949, los gobernantes y los principales ministros de todos los estados se reunieron y acordaron que las constituciones separadas para los estados no eran necesarias. Aceptaron la Constitución de la India como su propia constitución. Los estados que eligieron las asambleas constituyentes sugirieron algunas enmiendas que fueron aceptadas. La posición de todos los estados (o uniones de estados) llegó a ser equivalente a la de las provincias indias regulares. En particular, esto significó que los temas disponibles para legislación por parte de los gobiernos central y estatal eran uniformes en toda la India.
En el caso de Jammu y Cachemira, los representantes ante la Asamblea Constituyente solicitaron que solo las disposiciones de la Constitución de la India que correspondían al Instrumento de Adhesión original se aplicaran al Estado. En consecuencia, el Artículo 370 se incorporó a la Constitución de la India, que estipulaba que los otros artículos de la Constitución que otorgaban poderes al Gobierno Central se aplicarían a Jammu y Cachemira solo con el consentimiento de la Asamblea Constituyente del Estado. Esta fue una "disposición temporal" en el sentido de que su aplicabilidad tenía la intención de durar hasta la formulación y adopción de la Constitución del Estado. Sin embargo, la Asamblea Constituyente del Estado se disolvió el 25 de enero de 1957 sin recomendar la derogación ni la modificación del artículo 370. Así, el artículo se ha convertido en una característica permanente de la Constitución india, como lo confirman varios fallos del Tribunal Supremo de la India y el Tribunal Superior de Jammu y Cachemira, el último de los cuales fue en abril de 2018.

## Texto
370. Disposiciones temporales con respecto al Estado de Jammu y Cachemira.
(1) No obstante lo contenido en esta Constitución,
(a) las disposiciones del artículo 238 no se aplicarán ahora en relación con el estado de Jammu y Cachemira; (b) el poder del Parlamento para hacer leyes para dicho estado se limitará a:
(i) aquellos asuntos en la Lista de la Unión y la Lista concurrente que, en consulta con el Gobierno del Estado, el Presidente declara que corresponden a los asuntos especificados en el Instrumento de Adhesión que rige la adhesión del Estado al Dominio de la India como los asuntos con respecto a los cuales la Legislatura del Dominio puede hacer leyes para ese Estado; y  (ii) otros asuntos en dichas Listas que, con el consentimiento del Gobierno del Estado, el Presidente podrá, mediante una orden específica.
Explicación: A los efectos de este artículo, el Gobierno del Estado significa la persona reconocida por el Presidente por el momento por recomendación de la Asamblea Legislativa del Estado como Sadr-i-Riyasat (ahora Gobernador) de Jammu y Cachemira, actuando por consejo del Consejo de Ministros del Estado por el momento.
(c) las disposiciones del artículo 1 y de este artículo se aplicarán en relación con ese Estado;
(d) las demás disposiciones de esta Constitución se aplicarán en relación con ese Estado sujeto a las excepciones y modificaciones que el Presidente especifique por orden:
Siempre que no se dicte una orden que se relacione con los asuntos especificados en el Instrumento de Adhesión del Estado mencionado en el párrafo (i) de la sub-cláusula (b), excepto en consulta con el Gobierno del Estado:
Además, no se emitirá ninguna orden que se refiera a asuntos distintos a los mencionados en la última condición previa, excepto con el consentimiento de ese Gobierno.
2) Si el acuerdo del gobierno del Estado mencionado en el párrafo (ii) de la sub-cláusula (b) de la cláusula (1) o en la segunda disposición de la sub-cláusula (d) de esa cláusula se debe dar antes de la Se convoca la Asamblea Constituyente con el propósito de enmarcar la Constitución del Estado, que se presentará ante dicha Asamblea para la decisión que tome al respecto.
(3) Sin perjuicio de lo dispuesto en las disposiciones anteriores de este artículo, el Presidente podrá, mediante notificación pública, declarar que este artículo dejará de ser operativo o estará operativo solo con las excepciones y modificaciones y desde la fecha que él especifique:
Siempre que la recomendación de la Asamblea Constituyente del Estado mencionada en la cláusula (2) sea necesaria antes de que el Presidente emita dicha notificación.

## Análisis
La cláusula 7 del Instrumento de Adhesión firmado por Maharaja Hari Singh declaró que no se podía obligar al Estado a aceptar ninguna futura Constitución de la India. El Estado estaba dentro de sus derechos de redactar su propia Constitución y decidir por sí mismo qué poderes adicionales extendería al Gobierno Central. El artículo 370 fue diseñado para proteger esos derechos.Según el erudito constitucional A. G. Noorani, el artículo 370 registra un "pacto solemne". Ni la India ni el Estado pueden enmendar o abrogar unilateralmente el artículo, excepto de acuerdo con los términos del artículo.
El artículo 370 incluía seis disposiciones especiales para Jammu y Cachemira:
1. Eximía al Estado de la aplicabilidad completa de la Constitución de la India. Al Estado se le permitió tener su propia Constitución.
2. Los poderes legislativos centrales sobre el Estado estaban limitados, en el momento de la formulación, a los tres temas de defensa, asuntos exteriores y comunicaciones.
3. Otros poderes constitucionales del Gobierno Central podrían extenderse al Estado solo con el consentimiento del Gobierno del Estado.
4. La 'concurrencia' fue sólo provisional. Tenía que ser ratificado por la Asamblea Constituyente del Estado.
5. La autoridad del Gobierno del Estado para dar 'concurrencia' duró solo hasta que se convocó la Asamblea Constituyente del Estado. Una vez que la Asamblea Constituyente del Estado finalizó el esquema de poderes y se dispersó, no fue posible extender más los poderes.
6. El Artículo 370 podría ser abrogado o enmendado solo por recomendación de la Asamblea Constituyente del Estado.

Una vez que la Asamblea Constitucional del Estado se reunió el 31 de octubre de 1951, el poder del Gobierno del Estado para dar "concurrencia" caducó. Después de que la Asamblea Constituyente se dispersó el 17 de noviembre de 1956, adoptando una Constitución para el Estado, la única autoridad otorgada para otorgar más poderes al Gobierno Central o para aceptar las instituciones centrales desapareció. Noorani afirma que esta comprensión de la constitucionalidad de las relaciones centro-estado informaron las decisiones de la India hasta 1957, pero que luego se abandonó. En años subsiguientes, otras disposiciones continuaron extendiéndose al Estado con el 'acuerdo' del Gobierno del Estado.[15][16][17]

## Órdenes presidenciales
En ejercicio de los poderes conferidos por la cláusula (1) del artículo 370 de la Constitución, el Presidente, con el consentimiento del Gobierno del Estado de Jammu y Cachemira, dictó una serie de órdenes.

### Orden presidencial de 1950
La orden presidencial de 1950, oficialmente La orden de la Constitución (Solicitud a Jammu y Cachemira), 1950, entró en vigor el 26 de enero de 1950 simultáneamente con laConstitución de India. Especificó los temas y artículos de la Constitución de la India que correspondían al Instrumento de Adhesión como lo exige la cláusula b (i) del artículo 370.
Treinta y ocho sujetos de la Lista de la Unión se mencionaron como asuntos sobre los cuales el legislador de la Unión podría hacer leyes para el Estado. Ciertos artículos en diez de las veintidós partes de la Constitución de la India se extendieron a Jammu y Cachemira, con modificaciones y excepciones según lo acordado por el gobierno estatal.[18]
Esta orden fue reemplazada por la orden presidencial de 1954.

### Orden presidencial de 1952
ELa orden presidencial de 1952 se emitió el 15 de noviembre de 1952, a petición del gobierno estatal. Modificó el Artículo 370, reemplazando la frase "reconocido por el Presidente como el Maharaja de Jammu y Cachemira" por "reconocido por el Presidente por recomendación de la Asamblea Legislativa del Estado como el Sadr-i-Riyasat". La enmienda representó la abolición de la monarquía de Jammu y Cachemira.
Antecedentes: la Asamblea Constituyente de Jammu y Cachemira fue elegida en 1951 y se reunió el 31 de octubre de 1951. El comité de Principios Básicos de la Asamblea Constituyente recomendó la abolición de la monarquía, que fue aprobada por unanimidad por la Asamblea el 12 de junio de 1952. En la misma Un mes, el dominado por los hindúes Jammu Praja Parishad presentó un memorando al presidente de la India exigiendo la plena aplicación de la Constitución india al estado. El Gobierno de la India convocó a una delegación de Jammu y Cachemira en Delhi para discutir las relaciones entre el Centro y el Estado. Después de las discusiones, se alcanzó el Acuerdo de Delhi de 1952.19]
El primer ministro del Estado Sheikh Abdullah se demoró en aplicar las disposiciones del Acuerdo de Delhi. Sin embargo, en agosto de 1952, la Asamblea Constituyente del Estado adoptó una resolución que abolía la monarquía y reemplazaba la posición por un jefe de Estado elegido (llamado Sadar-i-Riyasat). A pesar de las reservas sobre este enfoque fragmentado para la adopción de disposiciones, el Gobierno Central accedió, dando lugar a la Orden Presidencial de 1952. La Asamblea Legislativa eligió Karan Singh, que ya actuaba como el Príncipe Regente, como el nuevo Sadar-i-Riyasat.[20][21]

### Orden presidencial de 1954
La orden presidencial de 1954, oficialmente La orden de la Constitución (Aplicación a Jammu y Cachemira), 1954, entró en vigor el 14 de mayo de 1954. Emitida con el acuerdo de la Asamblea Constituyente del Estado, fue una orden integral que buscaba implementar el Acuerdo de Delhi de 1952.[22]  Podría decirse que fue más lejos que el Acuerdo de Delhi en algunos aspectos.[23]
Las disposiciones de implementación del Acuerdo de Delhi fueron:[24][25]
1. La ciudadanía india se extendió a los "residentes permanentes" de Jammu y Cachemira (antes llamados "sujetos estatales"). Simultáneamente, el Artículo 35A fue agregado a la Constitución, facultando a la legislatura estatal para legislar sobre los privilegios de los residentes permanentes con respecto a los bienes inmuebles, el asentamiento en el estado y el empleo.
2. Los derechos fundamentales de la constitución india se extendieron al estado. Sin embargo, la Legislatura del Estado estaba facultada para legislar sobre la detención preventiva con el propósito de la seguridad interna. La legislación de reforma agraria del estado (que adquirió tierras sin compensación) también fue protegida.
3. La jurisdicción del Tribunal Supremo de India estuvo extendido al Estado.
4. El gobierno central recibió el poder de declarar emergencia nacional en caso de agresión externa. Sin embargo, su poder para hacerlo por disturbios internos podría ejercerse solo con el consentimiento del Gobierno del Estado.

Además, también se implementaron las siguientes disposiciones que no se habían decidido previamente en el Acuerdo de Delhi:
1. Las relaciones financieras entre el Centro y el Estado se pusieron en pie de igualdad con los demás Estados. Los derechos de aduana del Estado fueron abolidos.
2. Las decisiones que afectan la disposición del Estado pueden ser tomadas por el Gobierno Central, pero solo con el consentimiento del Gobierno del Estado.

Antecedentes: La decisión del gobierno estatal de abolir la monarquía condujo a una mayor agitación por parte del Jammu Praja Parishad, que encontró apoyo entre los budistas Ladakhi y los partidos hindúes de la India.[26] En respuesta, el jeque Abdullah comenzó a cuestionar el valor de la adhesión de Cachemira a la India, lo que provocó una pérdida de apoyo entre los miembros de su gabinete. El 8 de agosto de 1953, Sheikh Abdullah fue destituido del cargo de primer ministro por el Sadar-i-Riyasat. Karan Singh y su antiguo diputado Bakshi Ghulam Mohammad fue nombrado en su lugar. Abdullah y varios de sus colegas fueron arrestados y encarcelados..[27][28]
La Asamblea Constituyente purgada, con 60 de los 75 miembros originales, adoptó por unanimidad el 6 de febrero de 1954, las recomendaciones de su Comité de Principios Básicos y el Comité Asesor sobre Derechos Fundamentales y Ciudadanía. [29] Según el Comité de Principios Básicos:
Al tiempo que se preserva la autonomía interna del estado, toda la obligación que se deriva del hecho de la adhesión y también su elaboración está contenida en el acuerdo de Delhi debe encontrar un lugar apropiado en la constitución. El comité es de la opinión que ya es hora de que se alcance la finalidad a este respecto y que la relación entre el estado y la unión se exprese en términos claros y precisos.
La orden presidencial de 1954 fue emitida con base en estas recomendaciones.[29]

### Otras órdenes presidenciales
Además de estas órdenes originales, se emitieron cuarenta y siete órdenes presidenciales entre el 11 de febrero de 1956 y el 19 de febrero de 1994, por lo que varias disposiciones de la Constitución de la India se aplican a Jammu y Cachemira. Todas estas órdenes fueron emitidas con el 'acuerdo del Gobierno del Estado' sin ninguna Asamblea Constituyente.[30] El efecto de estas órdenes ha sido extender 94 de los 97 sujetos en la Lista de la Unión (los poderes del Gobierno Central) al Estado de Jammu y Cachemira, y 260 de los 395 Artículos de la Constitución de la India.[31] Todas estas órdenes han sido emitidas como enmiendas a la Orden Presidencial de 1954, en lugar de como sustitutos de la misma, presumiblemente porque su constitucionalidad estaba en duda.[32]
Este proceso ha sido denominado la 'erosión' del Artículo 370.[32][33]

## Autonomía de Jammu y Cachemira: Estructura y limitaciones
La constitución de la India es una estructura federal. Los temas para la legislación se dividen en una 'Lista de la Unión', una 'Lista de Estados' y una 'Lista de Concurrentes'. La lista de la Unión de noventa y seis temas, incluidos defensa, asuntos militares y asuntos exteriores, los principales sistemas de transporte, asuntos comerciales como bancos, bolsas de valores e impuestos, se proporciona para que el gobierno de la Unión legisle exclusivamente. La lista estatal de sesenta y seis artículos que cubren las prisiones, la agricultura, la mayoría de las industrias y ciertos impuestos, está disponible para que los estados legislen. La Lista concurrente, en la que tanto el Centro como los Estados pueden legislar incluye el derecho penal, el matrimonio, la bancarrota, los sindicatos, las profesiones y el control de precios. En caso de conflicto, la legislación de la Unión tiene prioridad. El 'poder residual', para hacer leyes sobre asuntos no especificados en la Constitución, corresponde a la Unión. La Unión también puede especificar que ciertas industrias, vías fluviales, puertos, etc. sean "nacionales", en cuyo caso se convierten en sujetos de la Unión.[34]
En el caso de Jammu y Cachemira, la "Lista de la Unión" y la "Lista concurrente" se redujeron inicialmente a los asuntos cedidos en el Instrumento de Adhesión, pero luego se ampliaron con el consentimiento del Gobierno del Estado. El 'poder residual' sigue siendo del Estado y no de la Unión. Según el Comité Estatal de Autonomía, noventa y cuatro de los noventa y siete elementos de la Lista de la Unión se aplican actualmente a Jammu y Cachemira. Las disposiciones de la Oficina Central de Inteligencia e Investigación y detención preventiva no se aplican. De la 'Lista concurrente', veintiséis de los cuarenta y siete artículos se aplican a Jammu y Cachemira. Se han omitido los artículos de matrimonio y divorcio, infantes y menores, transferencias de propiedad que no sean tierras agrícolas, contratos y delitos, quiebras, fideicomisos, tribunales, planificación familiar y organizaciones benéficas, es decir, el Estado tiene el derecho exclusivo de legislar sobre estos asuntos. El derecho a legislar sobre las elecciones a los organismos estatales también recae en el Estado.

## Aplicabilidad de la ley india a Jammu y Cachemira.
Los actos aprobados por el Parlamento indio se han extendido a Jammu y Cachemira durante un período de tiempo.
- Ley de todos los servicios de la India
- Ley de Instrumentos Negociables
- Ley de Fuerza de Seguridad Fronteriza
- Ley de la Comisión de Vigilancia Central
- Ley de productos básicos esenciales
- Ley del Comité Haj
- Ley del impuesto sobre la renta
- La Ley del Impuesto Central de Bienes y Servicios, 2017
- Ley de Impuestos Integrados de Bienes y Servicios, 2017
- Ley de la Ley Central (Extensión a Jammu y Cachemira), 1956
- Ley de Leyes Centrales (Extensión a Jammu y Cachemira), 1968

## Constitución de Jammu y Kashmir
El preámbulo y el artículo 3 de la Constitución de Jammu y Cachemira establecen que el Estado de Jammu y Cachemira es y será una parte integral de la Unión de la India. [38] El artículo 5 establece que el poder ejecutivo y legislativo del Estado se extiende a todos los asuntos, excepto aquellos respecto de los cuales el Parlamento tiene el poder de hacer leyes para el Estado en virtud de las disposiciones de la Constitución de la India. La constitución fue adoptada el 17 de noviembre de 1956 y entró en vigor el 26 de enero de 1957.

## Trascendencia
Este artículo especifica que el Estado debe coincidir en la aplicación de las leyes, excepto aquellas que se refieren a Comunicaciones, Defensa, Finanzas y Asuntos Exteriores.
El acuerdo de Indira-Sheikh de 1974 entre el político de Sheikh Abdullah y entonces Primer ministro Indira Gandhi declaró, "El Estado de Jammu y Cachemira, que es una unidad constitutiva de la Unión de la India, continuará siendo gobernado en su relación con la Unión. Por el artículo 370 de la Constitución de la India ".
En las notificaciones emitidas desde 1927 y 1932, el estado creó varias categorías de residentes, y algunos se llamaron residentes permanentes (PR) con derechos especiales. Aunque la ley no discriminaba entre los RP femeninos y masculinos, se introdujo una regla administrativa en el sentido de que las mujeres podían seguir siendo RP solo hasta el matrimonio. Después de eso tuvieron que buscar un nuevo derecho para seguir siendo RP. Y si una mujer se casó con alguien que no era una RP de J&K, automáticamente perdió su propio estado de relaciones públicas. Pero un fallo de la Corte Suprema de 2002 dejó en claro que una mujer seguirá siendo una RP incluso después de casarse con una no-RP, y disfrutará de todos los derechos de una PR. Un gobierno del Partido Popular Democrático (PDP), dirigido por Mehbooba Mufti, aprobó una ley para anular la sentencia del tribunal al presentar un proyecto de ley denominado "Proyecto de Ley de Residentes Permanentes (Descalificación), 2004". Este no fue el esfuerzo en solitario de Mufti. El partido de Omar Abdullah, la Conferencia Nacional, respaldó este proyecto de ley y lo aprobó en la cámara baja de la asamblea. Pero en última instancia, no vio la luz del día por varias razones.
Sheikh Mohammad Abdullah, el Primer Ministro del estado y el líder de los musulmanes en el Valle, encontraron que la inclusión del Artículo 370 en las 'Disposiciones Temporales y de Transición' de la Constitución de la Parte XXI es desconcertante. Quería "garantías de autonomía revestidas de hierro". Al sospechar que el estado especial del estado podría perderse, Abdullah abogó por la independencia de la India, lo que provocó que Nueva Delhi despidiera a su gobierno en 1953 y lo colocara bajo detención preventiva.
En diciembre de 2016, el Tribunal Supremo de India dejó a un lado una sentencia del Tribunal Superior de Jammu y Cachemira que establecía que Jammu y Cachemira tenía "poder soberano absoluto" a causa del artículo 370. La Corte Suprema sostuvo que el estado de Jammu y Cachemira no tiene "ningún vestigio" de soberanía fuera del territorio. La Constitución de la India y su propia Constitución está subordinada a la Constitución de la India. El Tribunal confirmó la aplicabilidad de la Ley SARFAESI a Jammu y Cachemira tal como estaba en la lista de temas de la Unión para los cuales el Parlamento indio está facultado para promulgar leyes para toda la India, incluidos Jammu y Cachemira.

## Pide abrogación
En 2014, como parte de Bharatiya Janata Partido manifiesto para la 2014 elección general, el partido prometió para integrar el estado de Jammu y Kashmir a la Unión de India. Después de ganar las elecciones, el partido hizo intentos junto con su organización matriz, el Rashtriya Swayamsevak Sangh (RSS), para la abrogación de Artículo 370. El expríncipe regente y dirigente del Congreso Karan Singh opinó que una revisión integral del Artículo 370 estaba atrasada y que debía trabajarse conjuntamente con el Estado de Jammu y Cachemira.
Sin embargo, en octubre de 2015, el Tribunal Superior de Jammu y Cachemira dictaminó que el artículo 370 no puede ser "derogado, derogado o incluso enmendado". Explicó que la cláusula (3) del artículo otorgaba facultades a la Asamblea Constituyente del Estado para recomendar al Presidente sobre la cuestión de la derogación del artículo. Dado que la Asamblea Constituyente no hizo una recomendación de este tipo antes de su disolución en 1957, el Artículo 370 ha adoptado las características de una "disposición permanente" a pesar de tener el título de una disposición temporal en la Constitución.  El 3 de abril de 2018, el Tribunal Supremo de la India emitió una opinión similar al declarar que el Artículo 370 ha adquirido un estatus permanente. Afirmó que, dado que la Asamblea Constituyente del Estado ha dejado de existir, el Presidente de la India no podría cumplir con las disposiciones obligatorias requeridas para su abrogación.

## En la cultura popular
- Pathaan: película de acción india de 2023 que comienza con la supresión del artículo 370 en Cachemira.